# Be星

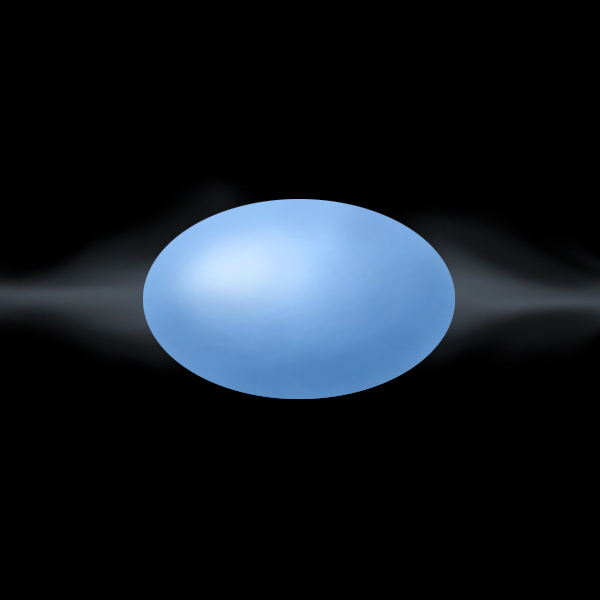
最亮的Be星水委一，因非常快速自轉而扁平化。

Be星是一種具有B型光譜和發射線的異質恒星。一個更狹隘的定義，有時被稱為「經典Be星」，是不屬於超巨星的B型恆星，其光譜有一個或多個巴耳末發射線。

## 定義和分類
許多B型光譜的恆星，都顯示出氫的發射線，包括許多超巨星、赫比格Ae/Be星、質量轉移的聯星系統和B[e]星。最好將Be星一詞的使用限制在發射線中顯示一條或多條巴耳末系線的非超巨星；這些有時被稱為經典的Be星。
儘管Be型光譜在B類恆星中產生得最强烈，但在O和A殼層星中也能檢測到，這些恒星有時被歸入「Be星」旗下。Be星主要被認為是主序星，但也包括一些次巨星和巨星。

## 發現
第一顆被確認的Be星是策（仙后座γ），在1866年就被安吉洛·西奇觀測到，也是第一顆被發現有發射譜線的恆星。許多其它明亮的恆星也顯示出類似的光譜，然而其中許多已經不再被認為是經典的be星。最亮的Be星水委一（波江座α星），但直到1976年它才被認為是Be星。

## 模型
隨著20世紀初對發射線形成過程的瞭解，很明顯，Be星中的這些發射線一定來自恆星快速旋轉的作用下從恆星噴出的星周物質。Be星的所有觀測特徵現在都可以用一個由恆星噴出物質形成的氣態盤來解釋。紅外過量和偏振是星光在圓盤中散射的結果，而發射線是恆星的紫外線通過氣態圓盤吸收後，再重新輻射產生的。

## 殼層星
一些Be星表現出的光譜特徵被解釋為恆星周圍分離的氣體「外殼」，或者更準確地說是圓盤或環。這些殼層特徵被認為是由於許多be星周圍的氣體盤以邊緣與我們對齊，從而在光譜中產生非常窄的吸收線。

## 變異性
Be星在視覺和光譜上往往是可變的。當觀測到瞬態或可變盤時，Be星可以被歸類為仙后座γ型變星。在變星總表中，表現出可變性但沒有明確機制指示的Be星被簡單地列為BE。其中一些被認為是脈動恒星，有時被稱為波江座λ型變星。

## 進階讀物
- Slettebak, A. Slettebak, Arne , 编. . 1976. ISBN 978-94-010-1498-4. doi:10.1007/978-94-010-1498-4.

## 外部連結
- Philippe Stee's homepage: Hot and Active Stars Research （页面存档备份，存于）
- Article from Olivier Thizy: Be Stars